# Eremaea purpurea
Eremaea purpurea är en myrtenväxtart som beskrevs av Charles Austin Gardner. Eremaea purpurea ingår i släktet Eremaea och familjen myrtenväxter. Inga underarter finns listade i Catalogue of Life.